# Curioso come George 2 - Missione Kayla
Curioso come George 2 - Missione Kayla (Curious George 2: Follow That Monkey!) è un film d'animazione statunitense del 2009 ispirato ai racconti per bambini di H.A. Rey e Margret Rey e alle illustrazioni di Alan J. Shalleck. È il sequel del film del 2006 Curioso come George. Inizialmente intitolato Curious George 2: Monkey on the Run, è stato distribuito in modalità direct-to-video.

## Trama
Il film inizia con George che gira per la città e prende il giornale. Lo legge quando torna a casa e scopre che il grande mago Piccadilly sta organizzando uno spettacolo con un'elefantina di nome Kayla. Sembra interessante per George, quindi sveglia Ted per mostrargli la notizia, ma  l'uomo col cappello giallo è in ritardo per un incontro con il signor Bloomsberry.
Quando Ted arriva al museo, prepara i motivi per cui sarebbe un buon candidato a subentrare al museo per il signor Bloomsberry che sta per andare in pensione. Bloomsberry afferma però che Ted è l'unico candidato perché non riusciva a immaginare di lasciare Junior (l'antagonista principale del primo film, ora è cassiere in un parcheggio) a dirigere il museo. L'unica clausola è che Ted scriva una presentazione dei propri progetti futuri sul museo, da consegnare entro una settimana al Consiglio di amministrazione. Tuttavia, Ted ha paura del Consiglio di amministrazione.
Mentre Ted è nel suo ufficio a scrivere le sue carte, Maggie gli dice che i suoi amati hanno bisogno di più attenzione: lei, George, ecc. George entra e cerca di mostrare a Ted il poster con Kayla (indicando lo spettacolo di Piccadilly). Ted dice di aver capito cosa sta dicendo Maggie e decide di portare George allo spettacolo di magia. Durante uno dei trucchi magici di Piccadilly, Kayla scompare e George va a cercarla. Trova Kayla nel seminterrato del teatro, inizia a giocare con lei e si imbattono nel garage dell'edificio.
Piccadilly arriva e non riesce più a trovare Kayla, quindi chiede aiuto alla sicurezza, il cui capo detective è Danno Wolfe, che è assistito dalla signora Fisher. Danno interroga Ted e diventa sospettoso su di lui e George. Nel frattempo, George e Kayla si dirigono verso l'appartamento di Ted, dove sentono alcune notizie  al telegiornale sulla famiglia originaria di Kayla che abita in California, dove vivono il fratello Tonga e la sorella Layla.
Ted torna a casa e trova George e Kayla. Decide di riportare Kayla al teatro, ma lungo la strada li perde di vista: George vede infatti la pubblicità del treno "California Express" con cui vuole riportare Kayla a casa. Ted li raggiunge alla stazione ferroviaria, ma non riesce a far scendere i due animali dal vagone, anzi ci finisce chiuso dentro poco prima che il treno parta. Sono diretti a ovest e Ted si innervosisce quando il treno non si ferma nemmeno a St. Louis e la batteria del suo cellulare si scarica. Nel frattempo, un messaggio criptico di una scimmia che Danno pensa che parli cinese lo porta a credere che George e Ted abbiano rapito Kayla e comincia a cercarli.
Di nuovo sul treno, George apre la porta del vagone, ma Ted cade mentre cerca di catturare le pagine della sua presentazione spazzate via dal vento. Ted si dirige verso una piccola stazione ferroviaria con un capostazione che si offre di ricaricare la batteria del cellulare (che però si è rotto quando è caduto). Ted usa quel po' di carica per chiamare Piccadilly, ma non riesce a completare la chiamata, il che rende Danno ancora più sicuro che Ted e George abbiano rapito Kayla. Ted usa allora la motocicletta del capostazione per raggiungere George e Kayla e riprendere il treno. Lascia il suo cellulare a Humbleton con il capostazione che cerca di usare il telefono per dire a Piccadilly che Kayla sta bene, ma il telefono si rompe. La signora Fisher rintraccia la chiamata che permette a Danno di trovare la sua strada alla stazione di Humbleton.
Ted, George e Kayla continuano sul treno per la prossima fermata a Grand Junction con Danno alle calcagna. Un movimento di Kayla, tuttavia, fa staccare il vagone dal resto del treno, che si allontana. I tre scendono in cerca di una strada dove trovare aiuto. Un uomo su un camion a pianale si ferma e li raccoglie. Ted pensa di andare verso est, ma ancora una volta stanno viaggiando verso ovest. Nel frattempo, Piccadilly è intervistato da Hark Hanson e mostra l'immagine di George e Ted nei panni dei rapitori di Kayla. Ted si sveglia dopo una notte di sonno nella parte posteriore del camion e si rende conto che stanno andando nella direzione sbagliata, così fa scendere tutti per tentare di tornare di nuovo verso est.
Incontrano un contadino di nome Dan e sua figlia di nome Anna, con cui trascorrono la notte. Quella sera, leggendo il giornale, Ted vede una foto della famiglia di Kayla scoprendo che viene dalla California. Poi però vede un articolo in cui c'è scritto che sono ricercati dalla polizia in 24 stati. Ted vuole restituire Kayla a Piccadilly, ma George e Anna non sono d'accordo. Ted cambia idea la mattina dopo, convinto dal contadino che gli dice che, se le cose non possono andare peggio di così, allora non possono che migliorare. Prima di partire per riportare Kayla a casa in California, Danno arriva con un elicottero. Dopo che un maiale ha lanciato Danno in una botte per l'acqua piovana, Kayla spaventa il pilota fino a farlo volare via.
Mentre sono distratti, George, Kayla e Ted scappano usando uno scuolabus e infine si dirigono verso lo zoo dove Tonga e Layla sono felici di rivedere la sorella Kayla. Danno si presenta di nuovo e arresta George e Ted e cattura Kayla. Tornano in città, ma dopo che George ruba a Danno le chiavi delle manette, scappano tutti saltando fuori dall'aereo. Tornano da Piccadilly e tutto sembra finire bene, tranne che Danno li ha seguiti ancora una volta. Kayla lo sconfigge e lo lancia nella botola del palco che Piccadilly apre, facendo cadere Danno sul materasso sottostante.
George e Maggie guardano Ted consegnare la sua relazione al Consiglio di Amministrazione del museo. Inizialmente, l'uomo dal cappello giallo è agitato perché le avventure di quella settimana gli hanno impedito di preparare al meglio la sua presentazione. Una volta che George entra nella stanza, Ted improvvisa un discorso dicendo che gli amici sono più importanti del lavoro e propone diverse idee per il museo basate su quell'idea, ad esempio la festa dei papà e figli. Il Consiglio rimane così impressionato della proposta, che approva la sua nomina a direttore del museo.

## Colonna sonora
La colonna sonora include California Sun eseguito da Brian Wilson, nonché tutte le nuove canzoni di Carbon Leaf, una traccia speciale registrata da Jackie Greene dei 429 Records e la colonna sonora originale di Heitor Pereira. La colonna sonora è stata pubblicata il 2 marzo 2010.

### Tracce
1. Life Less Ordinary – Carbon Leaf
2. The Friendship Song – Carbon Leaf
3. California Sun – Brian Wilson
4. On A Roll – Carbon Leaf
5. Heart Of The Day – Carbon Leaf
6. Let Your Troubles Roll By – Carbon Leaf
7. Walking In The Sun – Carbon Leaf
8. Follow That Monkey – Jackie Greene
9. Moon Man – Heitor Pereira
10. Going East – Heitor Pereira
11. Giving A Hand – Heitor Pereira
12. Zoo – Heitor Pereira
13. The Friendship Song – Heitor Pereira
14. California Sun – Carbon Leaf

## Uscita
Il film è stato pubblicato negli Stati Uniti il 2 marzo 2010 come uscita diretta per il DVD. Il film è stato trasmesso su PBS Kids, come speciale per alcuni giorni, intorno al giorno del Ringraziamento del 2011.

## Sequel
Un sequel, intitolato Curioso come George 3 - Ritorno nella giungla, è stato distribuito in modalità direct-to-video il 23 giugno 2015. Un film intitolato Curious George: Royal Monkey, il 4° film della serie, è stato distribuito il 10 settembre 2019.